# انمار المبارکی
انمار المبارکی (هلندی: Anmar Almubaraki؛ زادهٔ ۱ ژوئیهٔ ۱۹۹۱) یک بازیکن فوتبال عراقی-هلندی اهل عراق است.